# Franz Stollwerck
Franz Stollwerck (* 5. Juni 1815 in Köln; † 10. März 1876 ebenda) war ein deutscher Industrieller, dessen Konzern mit Schokoladenprodukten Weltgeltung erlangte. Zur Familiendynastie gehörten seine fünf Söhne, die das Unternehmen weiter ausbauten.

## Werdegang

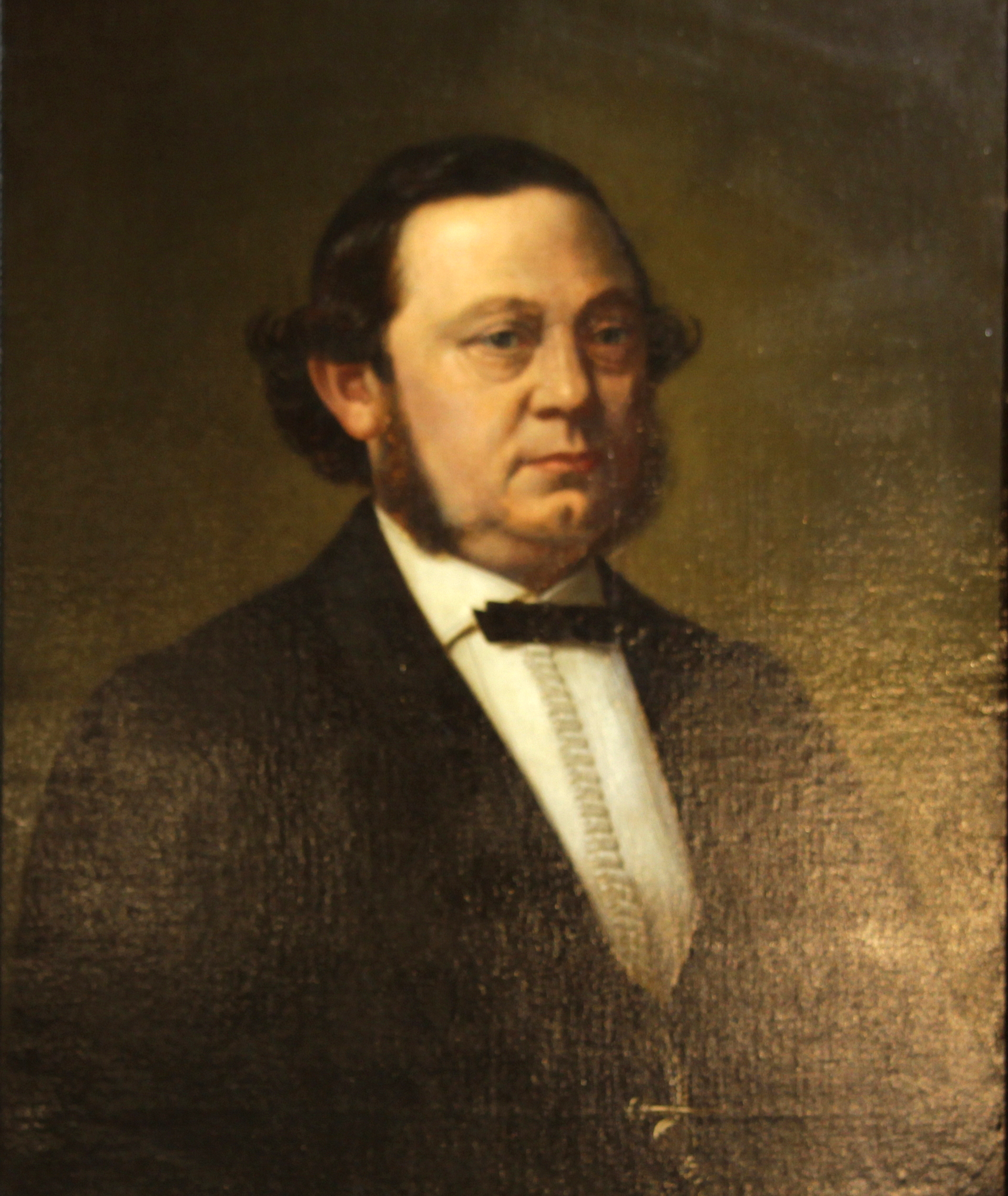
Franz Stollwerck, Porträt von Wilhelm Kleinenbroich, 1875

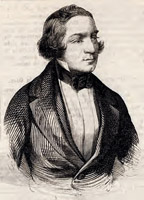
Franz Stollwerck

Franz und Anna Stollwerck im Jahr 1870

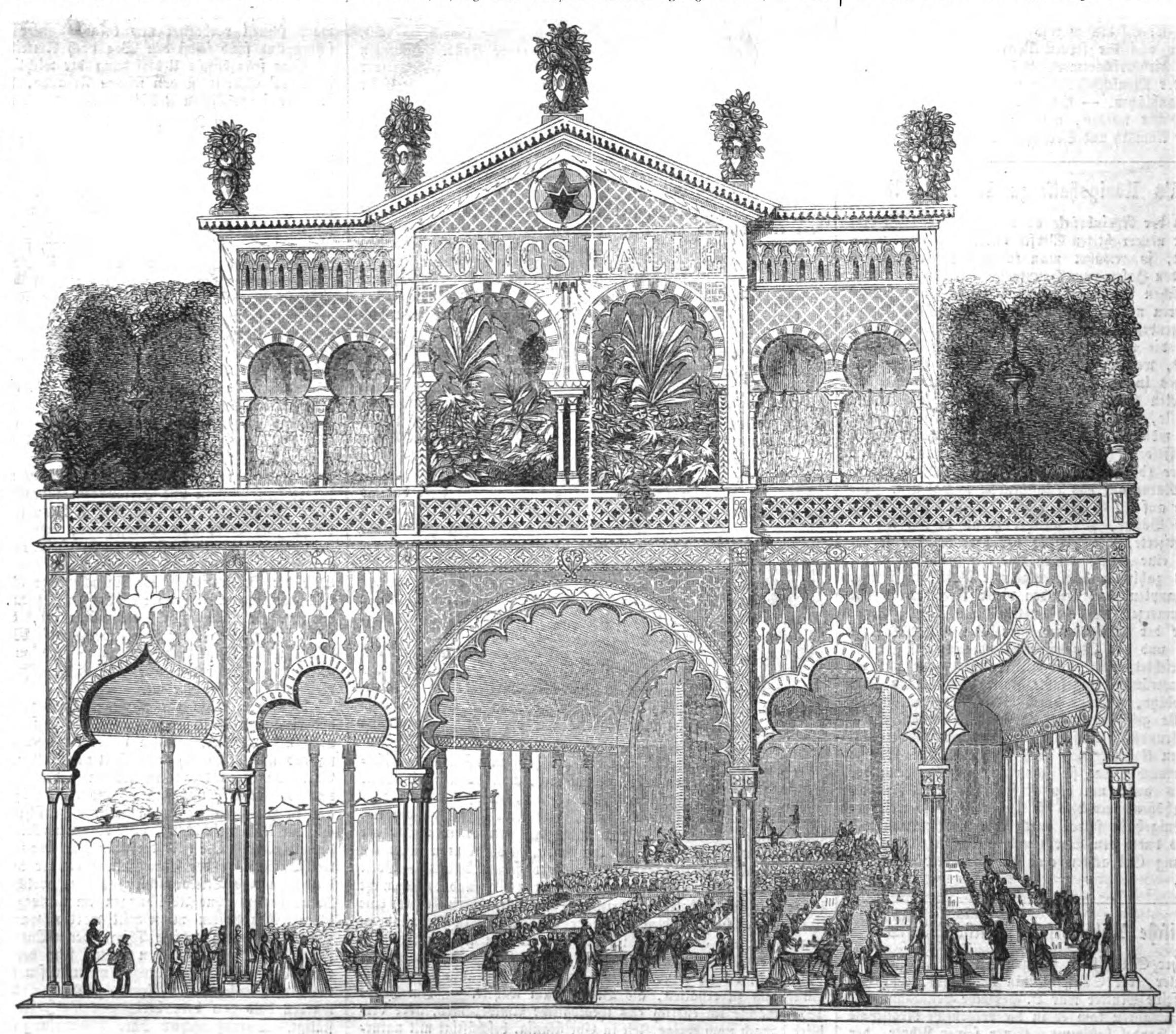
Franz Sollwerck's Königshalle zu Köln am Rhein

Stollwerck-Anzeige von 1869

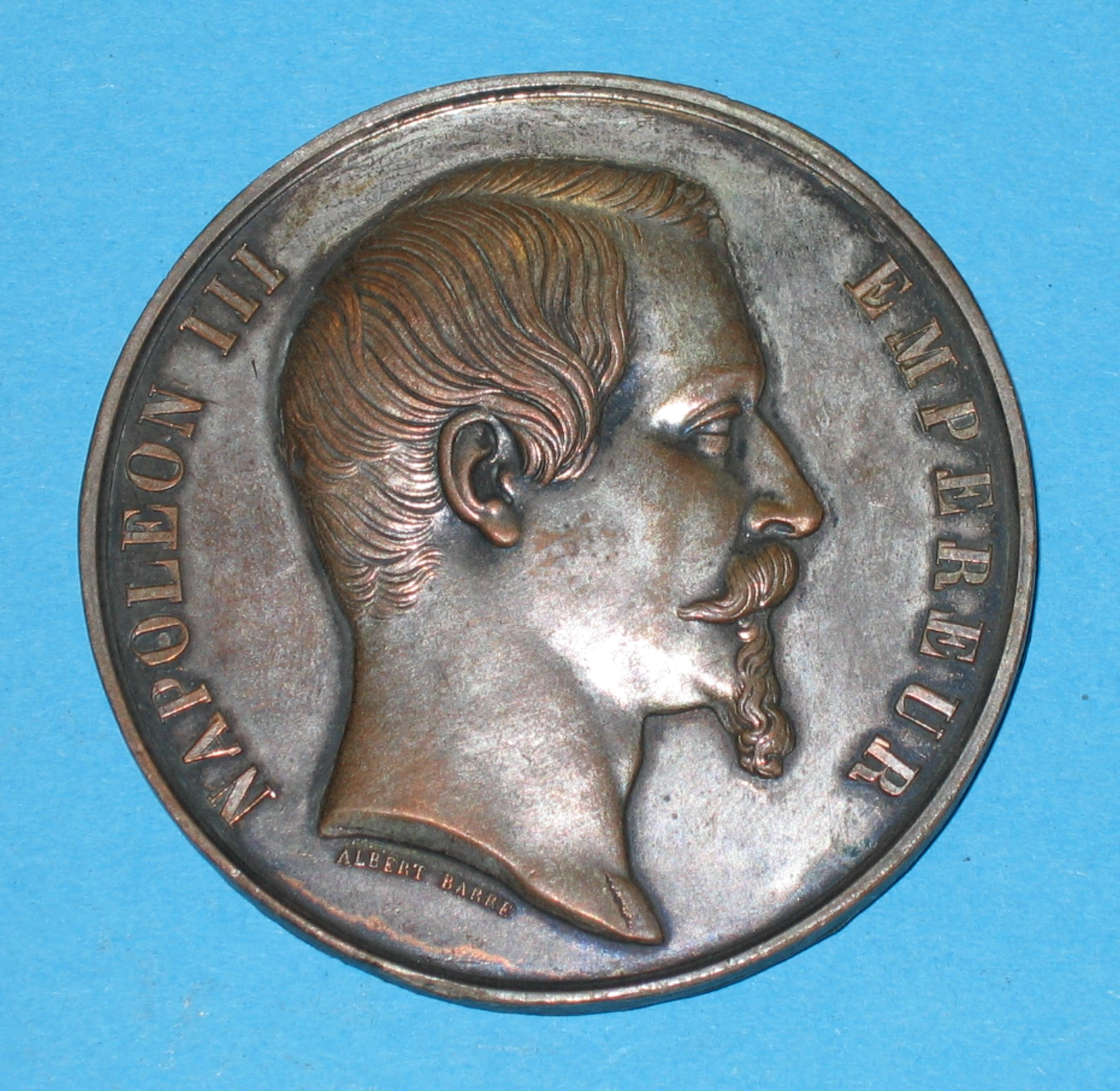
Stollwerck-Medaille zur Weltausstellung Paris 1855

Franz wurde 1815 als vierter Sohn des Wollspinners Nikolaus Stollwerck (1787–1851) und der Brauertochter Christina Boden (1784–1837) in Köln geboren. Er wuchs im Haus der Eltern in der Wallonengasse Nr. 53 auf, einer Straße, die nach 1813 wieder den alten (seit 1268) Namen Löhrgasse führte und später als Agrippastraße ihren heutigen Namen erhielt.
Franz ging beim Kölner Konditor Franz Josef Kreuer in die Lehre und begab sich nach alter Handwerkertradition schon früh auf die Wanderschaft zu fremden Lehrstätten. Die hohen Schulen der Zuckerwarenfabrikation besuchte er in Württemberg, der Schweiz und schließlich in Paris, wo der junge Stollwerck als wandernder Gesell sein Handwerk erlernte. Mit Wissen und neuen Kenntnissen kehrte er um 1838 nach Köln zurück.
Am 3. Juli 1839 heiratete er Anna Sophia Müller. Aus der Ehe gingen 13 Kinder hervor, wovon er zunächst seine drei Söhne Albert Nicolaus (1840–1883), Peter-Josef (1842–1906) und Heinrich (1843–1915) in sein Unternehmen aufnahm. Später folgten ihnen Ludwig (1857–1922) und Carl Franz (1859–1932).
Der gelernte Bäcker und Konditormeister Stollwerck gründete im Juli 1839 eine „Mürbebäckerei“ in der Kölner Blindgasse 37 (heute: Cäcilienstraße), deren Produktpalette er kontinuierlich auf Konfekt, Christbaumbehang, Marzipan und Schokoladen erweiterte. Drei Jahre später kaufte er das Grundstück und Haus Blindgasse 12, wo er auf 120 m² Grundfläche seine „Conditorei und Bonbonfabrik“ aufbaute. Berühmt wurde er zunächst allerdings nicht mit diesen Produkten, sondern ab Juli 1843 mit der Herstellung von Hustenbonbons. Seine Verkaufserfolge führten zu einem Rechtsstreit mit den Apothekern, die sich die Produktion von Hustenbonbons als Arzneien und Heilmittel vorbehielten. Nach zahlreichen Prozessen erreichte er den Ministerialerlass vom 2. Januar 1846, wonach es „den Konditoren des ganzen preußischen Staates nicht verwehrt sei, Karamellen, Bonbons und andere Waren herzustellen und zu verkaufen.“ Der Verkaufsschlager „Brustbonbons“ (Eigenwerbung: „Fabrikant der rühmlichst bekannten Stollwerck'schen Brustbonbons“) machte ihn so berühmt und wohlhabend, dass man im Rheinland liebevoll vom „Kamelle-Napoleon“ sprach. Er warb intensiv in Zeitungen und Ärzteblättern und baute ein weitläufiges Vertriebsnetz auf. 1845 besaß Stollwerck bereits 44 Verkaufsstellen in Deutschland; im Januar 1847 erhielt er den Titel „Hoflieferant des Prinzen Friedrich von Preußen“. Im Dezember 1847 gründete er das Café Royal (Schildergasse 49), das seine Schokoladen- und Süßwaren verkaufte und am 1. April 1848 im Zuge der Märzrevolution in Deutsches Kaffeehaus umbenannt wurde. Es war eine Mischung aus Kaffeehaus, Konditorei und Weinlokal mit Ballsaal.
Ende April suchte er in der Leipziger Zeitung Künstler für sein Lokal: „Für das erste Kaffeehaus in Köln wird unter günstigen Bedingungen eine eingespielte Musik-Gesellschaft, für komische Gesangesvorträge, […], am liebsten im Tyroler Nationalkostüm Auftretende, gesucht.“ Seine Geschäfte liefen danach jedoch schlecht, denn im Mai 1853 bestätigte ihm das Kölner Handelsgericht mit „fallit“ seinen Konkurs.
Mindestens seit September 1854 betrieb Stollwerck in Köln erneut ein „Deutsches Kaffeehaus (verbunden mit dem Vaudeville-Theater)“, das er als „eines der größten und elegantesten Etablissements am Rheinstrome“ bewarb. 1856 eröffnete er mit der „Königshalle“ (2.400 Plätze; Bayenstraße) das größte Kölner Lokal.
Zur Weltausstellung Paris 1855 bekam er für seine Brustbonbons als einziger deutscher Aussteller eine Medaille. 1864 waren seine Bonbons so berühmt, dass sie in 900 Geschäften in deutschen und vielen europäischen Städten zu kaufen waren. Die Schokoladen-Produktion trat erst ab 1860 in den Vordergrund. Die Schokolade wurde industriell in der 1866 erweiterten Fabrik in der Hochstraße 9a und 164 (später Hohe Straße) gefertigt. 1863 bot Franz Stollwerck die Königshalle der Stadt Köln zum Kauf an, aber der Stadtrat lehnte am 24. September 1863 den Kauf in geheimer Sitzung ab. In den Räumen des Ballhauses wurde danach die Bonbon- und Likörfabrikation in erweitertem Umfang aufgenommen. Seine fünf Söhne drängten nach ihrer technischen oder kaufmännischen Ausbildung und glücklicher Rückkehr aus dem Deutschen Krieg von 1866 auf eine Beteiligung an seinen florierenden Unternehmen. Am 16. Dezember 1868 legalisierte ein Gesellschaftsvertrag die Beteiligung der drei Söhne Albert Nikolaus, Peter Joseph und Heinrich. Deren Beteiligung führte zur Umfirmierung in „Franz Stollwerck & Söhne GmbH“. Die Produktpalette umfasste inzwischen 375 Schokoladensorten. Alsbald kam es zu Konflikten zwischen dem Vater und seinen Söhnen. Am 7. Mai 1870 verließ der älteste, Albert Nikolaus (genannt Nicolas) Stollwerck, die Firma und gründete die Zuckerverarbeitungsfabrik „Dampf-, Zucker, Schneide-, Glasur- und Poudre Raffinade“ in der Corneliusstraße 12. Knapp zwei Jahre später folgten ihm seine Brüder Heinrich und Peter Joseph, und am 1. Januar 1872 wurde die Firma „Gebrüder Stollwerck“ als offene Handelsgesellschaft ins Kölner Handelsregister eingetragen, der einige Jahre später auch die jüngeren Brüder Ludwig und Carl beitraten. Den Firmensitz legte man in die Brückenstraße 12, während die Fabrikation in der Cornelius- und Annostraße lag. Die große Fabrikanlage auf über 55.000 Quadratmetern Fläche wurde in Köln „Kamelle-Dom“ genannt. Kurz vor dem Tod des Vaters 1876 wurden beide Stollwerck-Firmen zu einer vereinigt, die seit dem 1. Mai 1874 unter dem Namen „Kaiserlich-Königliche Hof-Chocoladen-Fabrik Gebr. Stollwerck“ firmierte. Am 29. November 1887 wurde die Firma Geb. Stollwerck zum Hoflieferanten der Königin ernannt. Die Zahl der Beschäftigten der Gebrüder Stollwerck stieg von 325 Mitarbeitern (1876) auf 2.000 im Jahre 1890.

## Söhne
Seine fünf Söhne (Albert Nicolaus, Peter Joseph, Heinrich, Ludwig und Carl) waren alle im Schokoladengeschäft engagiert. Albert Nikolaus (* 28. November 1840 in Köln; † 4. April 1883 in Jerusalem) leitete in der väterlichen Fabrik die Finanzen und die Organisation. Er betrieb daneben eigene Maschinen-Vertretungen, befasste sich mit dem Zucker-Großhandel, der Herstellung von Würfel-, Puder- und Glasurzucker sowie der Fabrikation von Emser und Kissinger Pastillen. Er erhielt später Prokura und übernahm Einkauf, Kalkulation, Korrespondenz und die allgemeine Vertriebsorganisation. Er war Initiator und Mitbegründer des Verbandes deutscher Schokoladenfabrikanten und Erfinder des ersten Gütesiegels für Schokolade.
Peter-Joseph (* 22. März 1842 in Köln; † 17. März 1906 in Bonn) war anfangs Reisender der väterlichen Firma und leitete danach den ins Einzelne gehenden Außendienst. Später führte er ein modernes Buchhaltungs- und Rechnungswesen ein und übernahm die Leitung der Finanzen und des Personals.
Heinrich (* 27. Oktober 1843 in Köln; † 9. Mai 1915 in Köln) absolvierte seine technische Ausbildung gegen den ausdrücklichen Willen des Vaters und mit finanzieller Unterstützung seines Bruders Albert Nikolaus. Er übernahm die Betriebsleitung der neuen Fabrik in der Hohestraße und konstruierte dort zahlreiche neue Anlagen. 1872 baute er im Unternehmen eine eigene Konstruktionsabteilung auf, die bereits 1875 den Großteil des eigenen Betriebsbedarfs deckte und deren Maschinen weltweit verkauft wurden. Der geniale Techniker und Tüftler steigerte beispielsweise mit seiner Erfindung des 1873 patentierten 5-Walzenstuhls die Produktionskapazitäten von Schokolade auf das Doppelte. Er fiel 1915 einem klassischen Betriebsunfall zum Opfer, als er in eine von ihm erfundene Mischmaschine geriet und seinen Verletzungen erlag.
Ludwig Stollwerck (* 22. Januar 1857 in Köln; † 12. März 1922 in Köln) wurde 1879 von seinem Bruder Albert Nikolaus in den Außendienst des Familienunternehmens eingearbeitet. Er war neuen Entwicklungen gegenüber sehr aufgeschlossen, die er zur Vermarktung der Produkte einsetzen konnte. Schon um 1879 stellte er den Wiederverkäufern für Läden, Buffets und andere Standorte eigene Vitrinen, Schaudosen und Präsentationsmittel zur Verfügung und richtete die „Stollwerck Kisten und Kartonagefabriken“ ein, die Hunderte von Verpackungsformen produzierte. Nach dem Unfalltod von Nikolaus Stollwerck während einer Pilgerreise übernahm er im Jahre 1883 die Leitung des Vertriebs. Von einer Studienreise nach Amerika inspiriert setzte er 1887 die Idee um, Verkaufsautomaten mit Warenproben und Schokolade zu befüllen. 1893 waren bereits 15.000 Automaten in Deutschland aufgestellt, 1894 standen 4.000 Stück alleine in New York. Damit geht der Ursprung der Verkaufsautomaten in Deutschland auf Stollwerck zurück. Er gründete 1895 eigens dafür die Firma Deutsche Automaten-Gesellschaft Stollwerck & Co. Das Automatengeschäft im Schokoladesektor lief gut, denn bis 1914 waren die Schoko-Automaten in den USA Marktführer. Dies ermutigte Ludwig, auch mit Branchenfremden Verträge abzuschließen, so zum Beispiel mit einer französischen Parfumfirma. Duftspendende Automaten wurden nachfolgend auch in Deutschland sehr beliebt.
Ludwig Stollwerck wurde als Aufsichtsratsvorsitzender in die deutschen Firmen Diamant, Deutsche Zündholzfabrik und Deutsche Sunlight berufen. Im März 1896 erwarb er die deutsche Lizenz für den Cinématographe Lumière. Am 23. Mai 1896 wurden in Köln zur Pfingstzeit als deutsche Uraufführung drei Kurzfilme gezeigt, denn die Deutsche Automaten-Gesellschaft hatte die Auswertungsrechte für ganz Deutschland erworben. Bereits wenige Monate später hatten über eine Million Zuschauer Stollwercks Lebende Photographien angeschaut. Ludwig blieb bis zu seinem Tod 1922 dem Konzern treu.
Carl (* 6. November 1859 in Köln; † 3. Oktober 1932 in Feldkirchen), der jüngste, lebte und arbeitete im Schatten seiner Brüder. Schon kurz nach seiner Heirat 1885 verlegte er auf Wunsch seiner Frau Fanny seinen Wohnsitz von Köln auf den Giglbergerhof bei Feldkirchen in Bayern, den er zum Landsitz Hohenfried ausbaute. Nach dem Tode seiner Brüder führte er ab 1922 das Unternehmen gemeinsam mit seinen Neffen Gustav (* 7. Mai 1872 in Köln; † 13. Oktober 1951 in Wien), Franz (* 20. Mai 1877 in Köln; † 5. Juni 1955 in Obertshausen), Fritz (* 4. Juli 1884 in Köln; † 6. Dezember 1959 in Bad Godesberg) sowie den Direktoren Trimborn, Harnisch, Eppler und Laute. Carl, seine Frau Fanny und deren Adoptivtochter Carlita wurden im Stollwerck-Mausoleum in der oberbayrischen Gemeinde Feldkirchen-Westerham beigesetzt.

## Der Industriekonzern

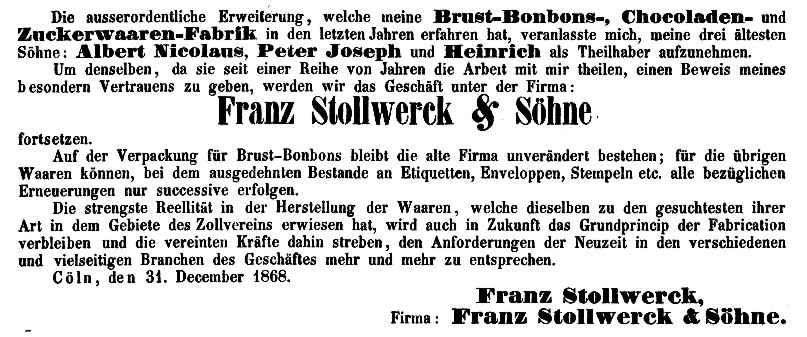
Stollwerck-Anzeige von 1868

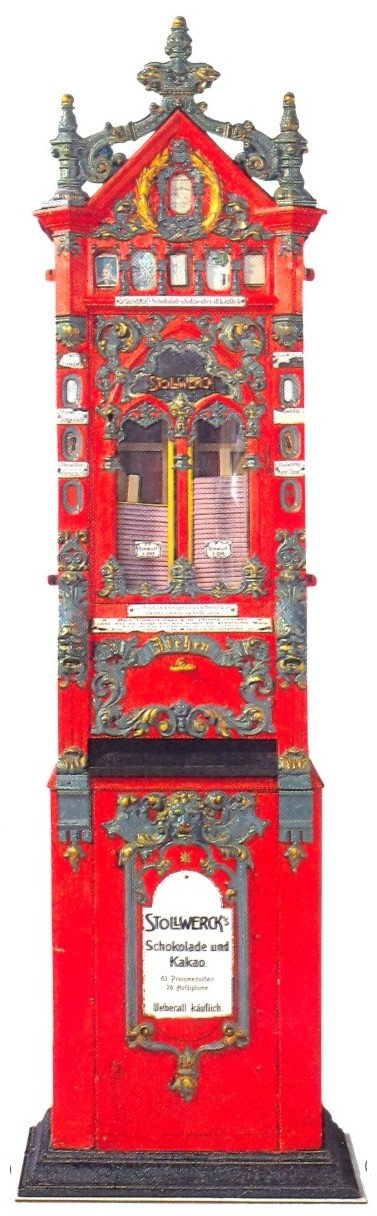
Erster Stollwerck-Münzautomat von 1887

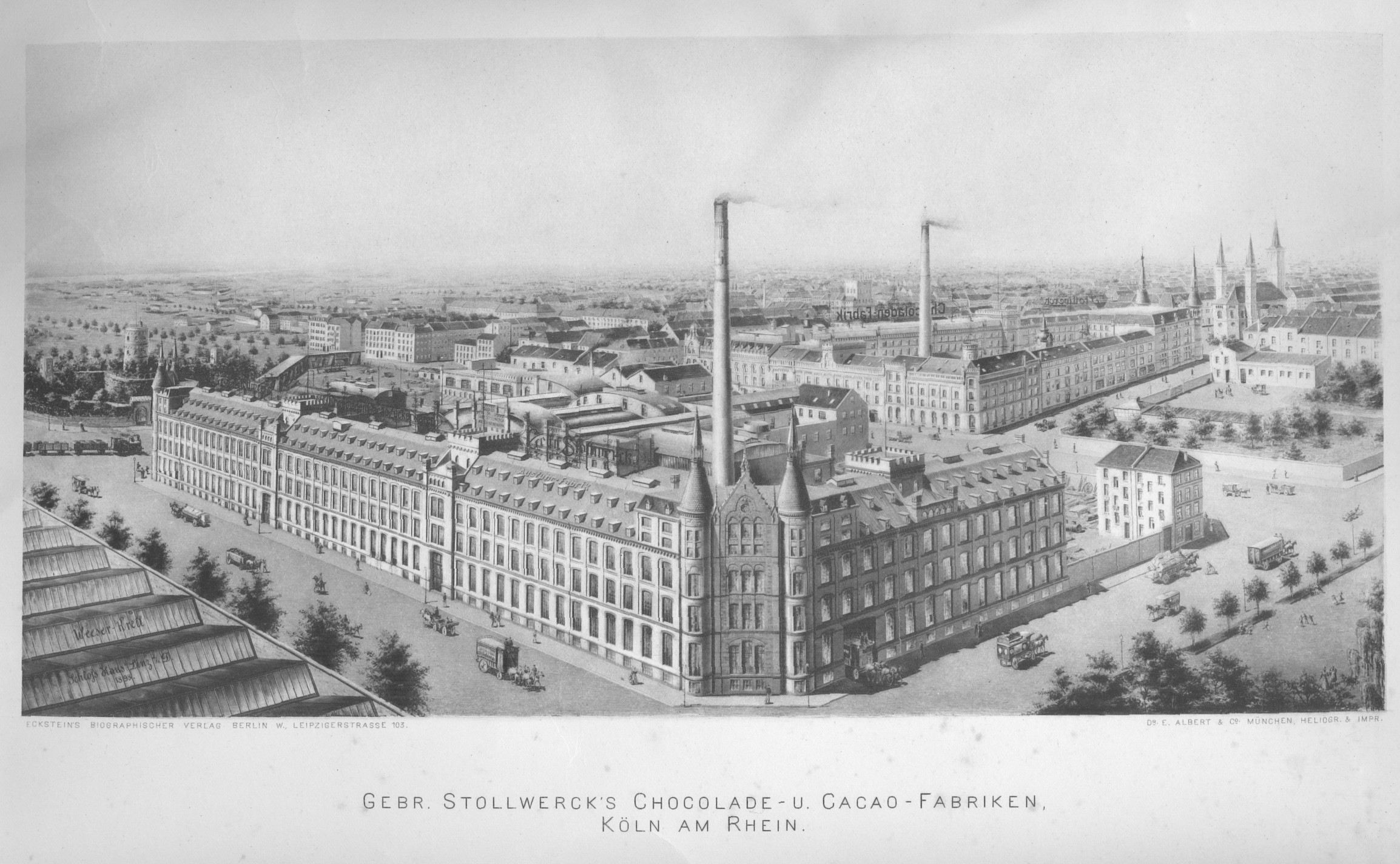
Stollwerck-Fabrik „Kamelle Dom“ von 1898

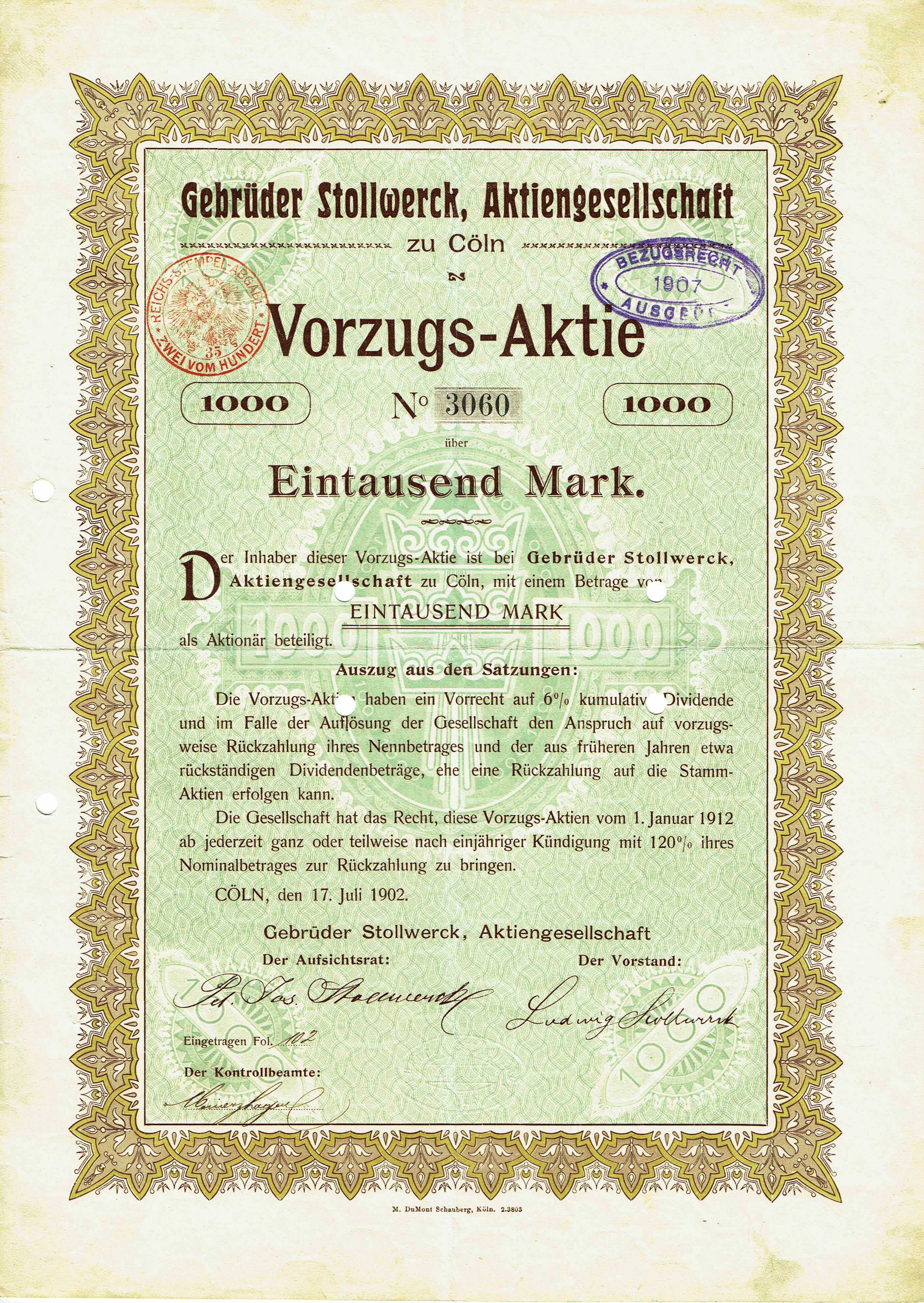
Vorzugsaktie der Gebrüder Stollwerck AG vom 17. Juli 1902 mit den Unterschriften von Peter-Josef (als Aufsichtsrat) und Ludwig Stollwerck (als Vorstand)

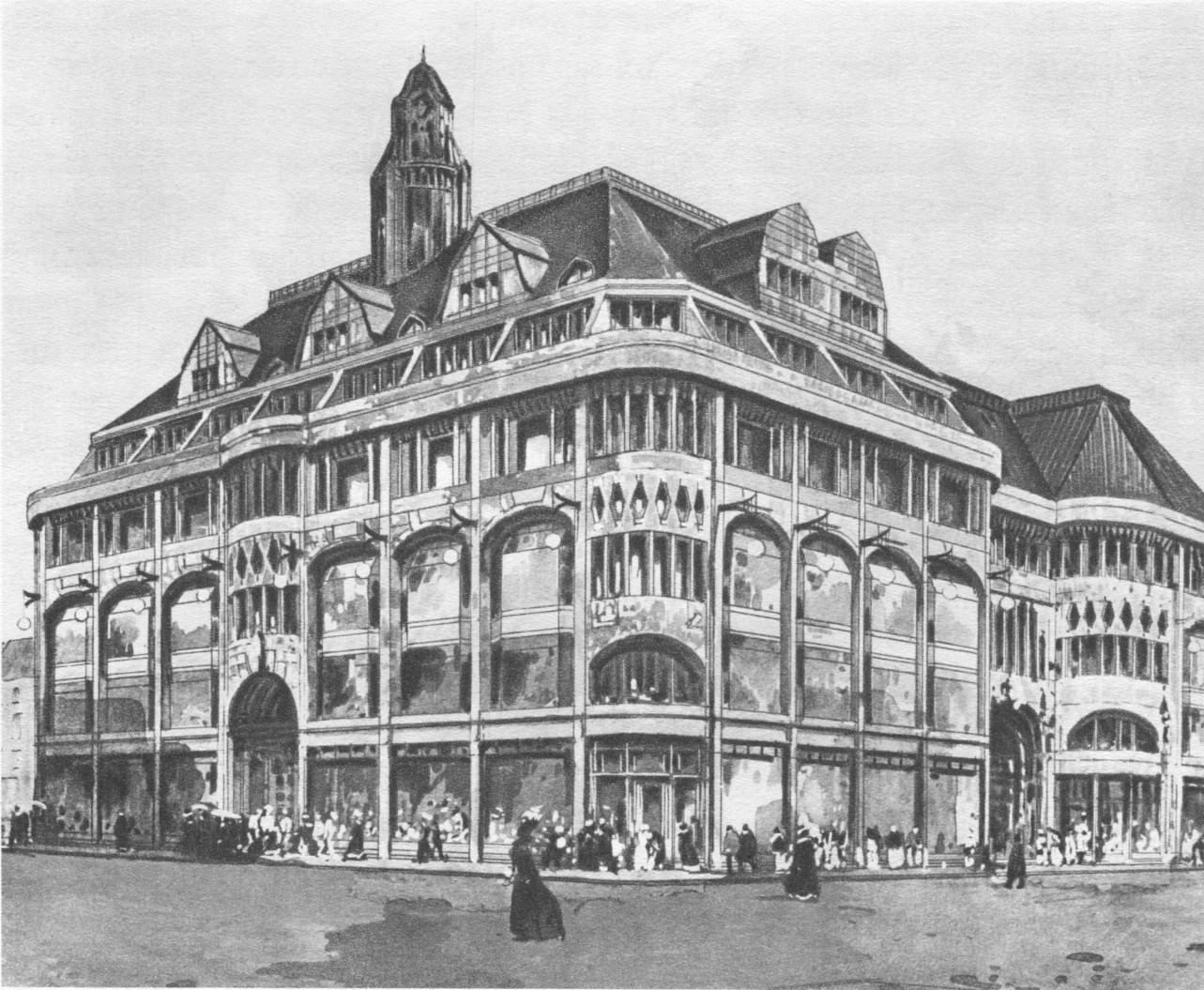
Stollwerck-Haus in Köln 1906

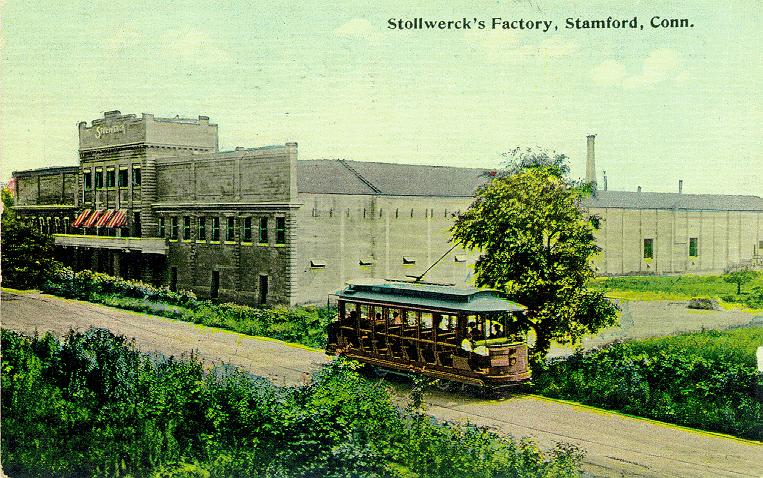
Stollwerck-Fabrik in Stamford, USA 1907

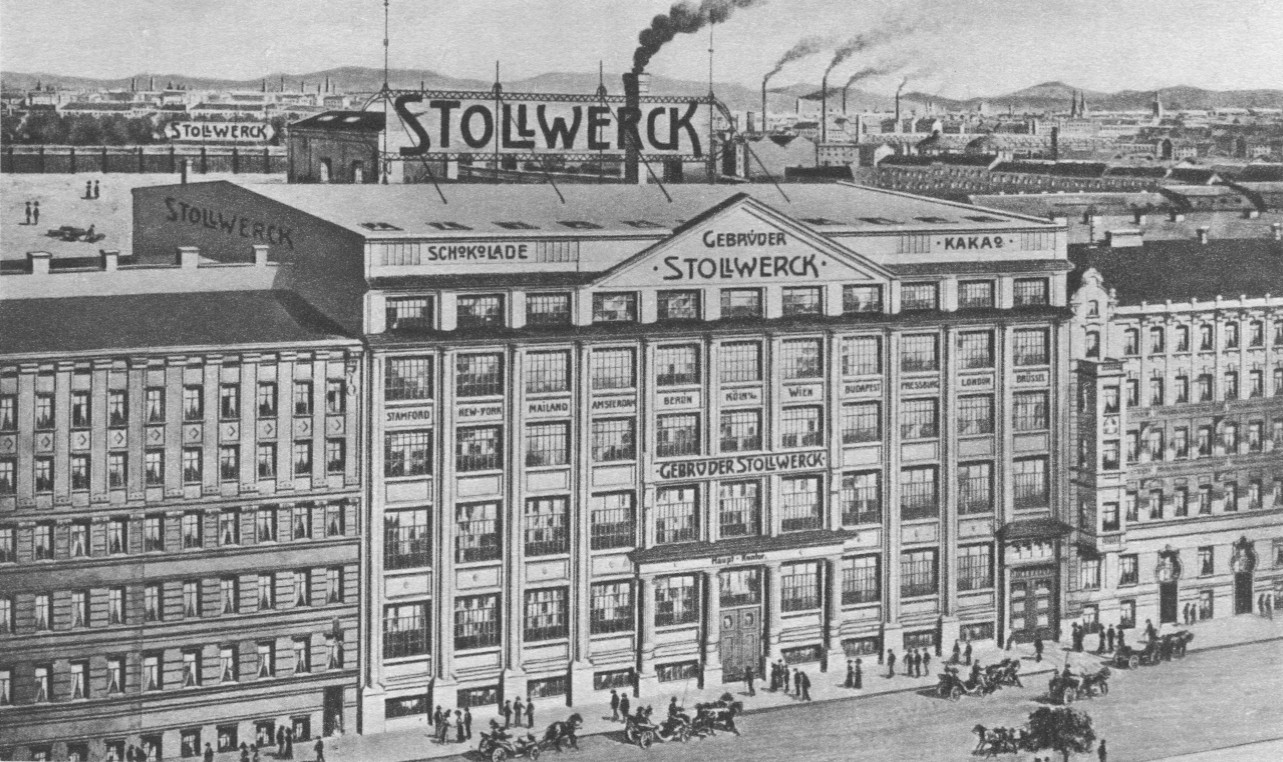
Stollwerck-Zweigwerk in Wien 1909

Mit Vertrag vom 16. Dezember 1868 traten die drei ältesten Söhne Albert Nikolaus (1840–1883), Peter Josef (1842–1906) und Heinrich (1843–1915) in die väterliche Firma ein, die in „Franz Stollwerck & Söhne“ umbenannt wurde.
Im Jahre 1871 gründeten seine fünf Söhne die Gebrüder Stollwerck, die am 1. Januar 1872 in das Kölner Handelsregister eingetragen wird. Der Firmensitz wurde in die Brückenstraße 12 gelegt, die Produktion war in der Cornelius- und Annostraße angesiedelt. Während beide Firmen nach außen hin kooperieren, schwelen nach innen die Auseinandersetzungen bis zum Tod von Franz Stollwerck im Jahr 1876. Danach legen die Söhne beide Unternehmen zusammen. Sie nennen die neue Firma „Königl. Preuß. und Kaiserl. Oesterr. Hof-Chokoladefabrikanten Gebrüder Stollwerck“ und vermarkteten ihre Produkte mit zunehmendem Erfolg.
Außer den Hauptfabrikaten Tafelschokolade und Kakaopulver fertigen die Fabriken insgesamt 375 Schokoladeprodukte, 150 verschiedene Sorten Schokolade-, Frucht- und Käuterbonbons, 80 Kuchensorten, dazu Waffeln, Marzipan und viele weitere Zuckerwaren an. Die große Fabrikanlage auf über 55.000 Quadratmetern Fläche wird in Köln „Kamelle-Dom“ genannt. Die Brüder übernahmen das Zuckerunternehmen von Nikolaus sowie das „Magazin der Emser Felsenquellen“ und eröffneten im gleichen Jahr in der Brückenstraße 12 das erste Ladengeschäft.
Das Kapital, das den Brüdern zur Verfügung stand, betrug etwa 72.500 Taler. Der größte Teil stammte aus Mitgiften und privatem Vermögen, 4.000 Taler waren geliehen. Mitte Mai 1872 waren rund 15.000 Taler für Bauten und Einrichtungen verbucht, 5.500 Taler für die Einrichtung des Verkaufmagazins, 6.000 Taler für Warenvorräte, 5.500 Taler für Versandmaterialien, 4.500 Taler für Rohstoffvorräte, 4.000 Taler für das Zolllager, 5.000 Taler für Zollkautionen. Das junge Unternehmen hatte 30.500 Taler Außenstände und 1.500 Taler Kassenbestand.
Die Innovationsfreude bescherte ihnen zahlreiche Patente wie für Brauselimonadenzucker oder Herstellungsverfahren für Eichelkakao (4. Oktober 1881) oder die Patenturkunde über die Dampfröstvorrichtung für Kakao vom 5. Februar 1889.
Das erste „Fabrikdepot der K.u.K. Hofchocoladenfabrik Gebr. Stollwerck“ entstand 1873 in Wien. Das Fabrikdepot wurde später zu einem Zweigwerk ausgebaut. 1877 eröffnete Stollwerck die „Engrosniederlage Berlin“, der eine Detailsverkaufsstelle angegliedert wurde. Weitere Zweigwerke folgten mit Berlin (1886), Pressburg/Bratislava (1896), London (1903), Stamford/USA (1905, enteignet 1918) und Kronstadt/Braşov in Siebenbürgen (1922). 1887 ließ Ludwig Stollwerck die ersten Warenautomaten in Deutschland aufstellen. Daraus entwickelte sich in wenigen Jahren ein neuer Vertriebsweg, womit Stollwerck bereits 1891 ein Fünftel des Umsatzes erwirtschaftete.
Es folgte eine Sensation auf die andere. 1888 gingen Berichte über den „Stollwerck-Schokoladentempel“ um die Welt, den Ludwig Stollwerck aus 7.800 kg Schokolade zum Internationalen Wettbewerb in Brüssel errichten ließ. 1889 vermeldete Stollwerck die Beschäftigung von 1.696 Arbeitskräften. 1890 nahm Stollwerck die Produktion in der sog. „Ausfuhrfabrik“ auf, die speziell zur Rückvergütung von Warenzöllen aus dem Export erbaut wurde. 1891 berichtete die Presse über die komplette Elektrifizierung des Kölner Werkes und den Einsatz von 600 Glüh- sowie 40 Bogenlampen. 1892 waren im Kölner Werk Antriebsmaschinen mit insgesamt 650 PS in Betrieb. 1893 produzierte Stollwerck die ersten Emailschilder als „Reklameplakate im Zuckerguß-Verfahren“ bei Schulze & Wehrmann in Elberfeld, dem ersten industriellen Emaillierwerk für Reklameschilder in Deutschland. 1894 gründete Ludwig Stollwerck mit dem US-Geschäftspartner John Volkmann eine eigene Automatenproduktion für die USA.
1895 lagerte Ludwig Stollwerck das Automatengeschäft aus und gründete die „Deutsche Automaten Gesellschaft“ (DAG). 1896 hatte der Stollwerck-Verlag mehr als 50 Millionen Sammelbilder produziert. Am 26. März 1896 erwarb Stollwerck von den Brüdern Lumière die Deutschland-Lizenz für den Kinematographen zu Gunsten seiner DAG, so dass am 20. April 1896 in Köln (Augustinerplatz) die ersten deutschen Filmvorführungen stattfanden. 1897 vermeldet das New Yorker Zollamt, dass Stollwerck alleine mehr Schokolade produziert als alle europäischen Länder zusammen. 1898 eröffnete Stollwerck eines der ersten Automatenrestaurants in Deutschland. 1899 wird Ludwig und Heinrich Stollwerck vom Wiener Hof der Titel k.u.k. Hoflieferant verliehen. 1900 werden in Köln die Arbeitskräfte knapp, und Stollwerck errichtet als Attraktion sechs Wohnhäuser, wo verdiente Stollwerck-Arbeiter für eine Minimalmiete Wohnung fanden. 1901 schuf Ludwig Stollwerck die Grundlage für die Gründung der amerikanischen Stollwerck Brothers Ltd.
Die Expansion erforderte am 17. Juli 1902 die Umwandlung in eine AG, die allerdings erst 1923 an die Börse ging. Neben den Inhaberaktien wurden am 17. Juli 1902 insgesamt 5.000 Vorzugsaktien zu 1.000 Mark ausgegeben, die größtenteils von den Hausbanken übernommen wurden. Auf diese Weise wurde auch die Deutsche Bank Aktionär. 1903 brachte Stollwerck unter Mitarbeit von Thomas Alva Edison die Sprechende Schokolade auf den Markt, einen Phonographen mit Schokoladen-Schallplatte. Als die Ausfuhr nach England durch ständig steigende Zölle unwirtschaftlich wurde, entschloss sich Ludwig Stollwerck 1903 zur Gründung der englischen Fabrikation Stollwerck Brothers Ltd. in der Londoner Nile Street. Im Rahmen der Modernisierung des Unternehmens gründeten Peter Joseph Stollwerck und Ludwig Stollwerck 1904 die „Kölnische Hausrenten AG“ zur Errichtung des Stollwerckhauses in der Hohe Straße. Das luxuriöse Gebäude verfügte erstmals in Deutschland über eine Einkaufspassage und präsentierte den Passanten im Erdgeschoss Einblick in die laufende Schokoladeproduktion. Von 1905 bis 1907 erbaute Stollwerck die neue Schokoladenfabrik Stollwerck Brothers, Inc. in Stamford, USA. Im Jahre 1906 wurde „Alpia“ als Markenname eingetragen. 1907 zwangen die Hausbanken Stollwerck zu einer weiteren Kapitalerhöhung, und es wurden weitere 7.000 Vorzugsaktien zu 1.000 Mark ausgegeben. Ludwig Stollwerck hat der zunehmende Einfluss der Banken auf das Unternehmen große Sorge bereitet. Im gleichen Jahr wandelte er die „K.u.K. Hofchocoladenfabrik Gebr. Stollwerck“ in Preßburg in die „Gebrüder Stollwerck AG Preßburg“ mit drei Millionen Kronen Kapital um. Bedingt durch zunehmenden Arbeitskräftemangel in Preßburg entschied sich Stollwerck 1909 für die Errichtung einer weiteren Fabrikation in Wien, wo bis zum Ausbruch des Krieges 360 Beschäftigte Arbeit fanden. Aus dem Kölner Familienbetrieb war mittlerweile ein Unternehmen mit Weltgeltung geworden. 1912 hatte Stollwerck über 5.600 Mitarbeiter und beanspruchte „die größte Schokoladen-, Kakao und Zuckerwaren Firma der Welt“ zu sein.
Der Erste Weltkrieg brachte zunächst Gewinne aufgrund des hohen Nährwerts von Schokolade für die Truppen, dann jedoch große Verluste. Ab 1916 wurde der Zucker rationiert, es mehrten sich die Schwierigkeiten bei der Einfuhr von Kakao. Die britische Regierung verhängte eine Wirtschaftsblockade gegen die Mittelmächte, die Deutschland von den ausländischen Märkten abschnitt. Zwar wirkte sich das resultierende Überangebot an Zucker für Stollwerck positiv auf die Zuckerpreise aus, aber der wichtigste Rohstoff Kakao war kaum noch zu beschaffen. 1914 wurden die Niederlassung in Amsterdam und das Zweigwerk in London geschlossen. Im gleichen Jahr wurde eine der Kölner Hausbanken, die A. Schaaffhausen’scher Bankverein AG von der Disconto-Gesellschaft in Berlin übernommen, was sich später zu einer für Stollwerck fatalen Lage entwickeln sollte. 1915 starb Heinrich Stollwerck an den Folgen einer Explosion eines Fondantkessels und hinterließ im Unternehmen eine riesige Lücke bei der Entwicklung der Produktionsmaschinen. Ende 1916 musste die Produktion aller Schokoladenwaren außer der Marke „Gold“ vorübergehend eingestellt werden, weil kaum noch Rohstoffe verfügbar waren. Die Menge des verarbeiteten Rohkakaos war von früher 3.165 Tonnen jährlich auf 228 Tonnen zurückgegangen. Das amerikanische Unternehmen wurde nach Kriegseintritt der USA beschlagnahmt und versteigert. Erst 1928 wurde eine Entschädigung gezahlt.
Die Gebrüder Stollwerck schafften es aber dennoch mit Umsicht und Strategie, den völligen Niedergang des Unternehmens zu verhindern. Ab 1916 bot Stollwerck an, in seinen mit modernsten Maschinen ausgestatteten Nebenbetrieben, der Blechwaren- und Dosenfabrik, Schreinerei und Kistenfabrik, Kartonage, Buchdruckerei und Prägeabteilung Fremdaufträge auszuführen. Den Maschinenbau und das Stanzwerk vermietete Stollwerck an das Kölner Unternehmen Pelzer & Co., die für das Kriegsministerium Patronen-Magazine produzierte. In Zusammenarbeit mit dem Berliner Chemiker Dr. Michaelis entwickelte Stollwerck das neue Produkt „Nurso“ zur Sicherstellung der Ernährung der Bevölkerung. In „Nurso“ wurde die Kakaosubstanz durch präparierte Kohlenhydrate ersetzt unter Beimischung von Vanillin. Um die Ernährungslage der eigenen Mitarbeiter zu verbessern, beschaffte Stollwerck Sonderkontingente für die Produktion von Marmelade, die zu Fabrikpreisen an die Belegschaft abgegeben wurde.
Für die Versorgung mit Kakao fand Ludwig Stollwerck verschiedene Lösungen, die er „Kniffe“ nannte: „Unsere holländischen Freunde sandten Partien von Holland nach Schweiz über Mannheim, - und während des Wasser-Transportes Rotterdam-Mannheim wurde die Ware an eine deutsche Firma von der Schweiz verkauft und letztere gab dem Mannheimer Speditör Auftrag, die Ware an den neuen Käufer in Deutschland zu senden.“ Als bekannt wurde, dass Stollwerck mit solchen Scheinkäufen und -verkäufen über 40 Waggons Kakao aus Italien nach Deutschland verfrachtete, wurden auf englischen Druck „verschärfte Maßregeln“ ergriffen. Trotz zum Teil heftiger Meinungsverschiedenheiten über diese „Einkaufspolitik“ zwischen Carl und Ludwig Stollwerck setzte Ludwig Stollwerck nach zunehmenden Beschwerden des Kakaohändlers Merkur AG die Einbindung der Prokuristen Peter Harnisch (Zoll- und Fuhrwesen), Friedrich Eppler (Büro und Buchhaltung) und Heinrich Trimborn (Banken und Großeinkauf) in das Einkaufsgeschäft durch und es gelang ihm so, eine Minimalversorgung mit Rohkakao zu sichern.
Der Krieg endete 1918 für Stollwerck mit immensen Verlusten, ausländische Beteiligungen wurden enteignet, das Unternehmen verlor nahezu 70 % seines Vermögens, die Märkte brachen ein. 1919 ordnete Ludwig Stollwerck alle Abteilungen an, Vorschläge für eine Neuorganisation auszuarbeiten, die den veränderten Rahmenbedingungen nach dem Krieg Rechnung trage. „Rationalisierung“ wurde zum Schlagwort. In seinem Strategiepapier „Eine beachtenswerte Betrachtung“ vom Januar 1919 führte er zahlreiche Schwachstellen auf und zeigte auf, wo Stollwerck Wettbewerbsnachteile hatte. Die Kölner Fabrik bezeichnete er wegen der veralteten Maschinen und Anlagen als „unmodernes Werk“ und stellte fest, dass seit dem Tod des genialen Maschinenkonstrukteurs Heinrich Stollwerck die Innovationen nicht mehr weitergeführt wurden. Um seinen für die Fabrikation zuständigen Bruder Carl zu überzeugen, besichtigte er gemeinsam mit ihm und anderen Vorstandsmitgliedern zahlreiche Fabriken der Konkurrenz.
Dann machten plötzlich die Banken unerwartet große Probleme. Zur Finanzierung der Rohstoffversorgung hatte Stollwerck auf Anregung der Reichsbehörden und Hausbanken umfangreiche Kredite im neutralen Ausland in Anspruch genommen. Hierfür hatten die deutschen Banken Bürgschaften geleistet. Sicherheiten bildeten das Aktienvermögen und die zu erwartenden Gewinne. Nachdem die ausländischen Anteile, Gewinne und Sicherheiten durch Beschlagnahme verloren gingen, wurden die Rückzahlungen der ausländischen Bankschulden zusätzlich durch den Wertverlust der Währung infolge der Inflation erschwert. Die Hausbanken bestanden in dieser Krisensituation auf einer Umwandlung der Bürgschaften in Darlehen. Statt dem langjährigen Großkunden Stollwerck durch die Übernahme von Risiken mittels zusätzlicher Bürgschaften zu helfen, wurde das Unternehmen zusätzlich durch hohe Zinsen und Forderungen nach zusätzlichen Kreditsicherheiten belastet. Auf Druck der Banken musste das Aktienkapital erhöht werden. Durch sieben Millionen Vorzugsaktien und 19 Millionen Stammaktien konnten 1921 die für Warenbezüge aufgenommenen Kredite vollständig abgedeckt werden. Ludwig Stollwerck litt sehr unter dieser Lösung, da durch die rigorose Bankenpolitik die Stärke, Sicherheit und Stabilität des Familienunternehmens immer mehr beeinträchtigt wurde.
Mit dem Tod Ludwig Stollwercks 1922 verlor das Unternehmen den agilsten Strategen in der Firmenleitung. Weder der jüngste Bruder Carl noch die nachfolgende Generation konnten diese Lücke schließen. Ludwig Stollwercks strategische Ansätze zur Rationalisierung und weiteren Steigerung der Produktivität wurden nicht weitergeführt. Weder sein Bruder Carl Stollwerck noch die Nachkommen im Vorstand konnten Ludwig Stollwercks eiserne Prinzipien der Führung des Familienunternehmens und seine Visionen nachvollziehen, sondern verfolgten andere, eigene Ziele. 1929 fusionierte der größte Kreditgeber, die Disconto-Gesellschaft, mit der Deutsche Bank AG. Bereits durch die Übernahme des A. Schaaffhausen’schen Bankvereins waren größere Aktienanteile in den Besitz der Disconto-Gesellschaft gelangt. Zusätzlich hatten die Familienmitglieder zahlreiche verlustträchtige Spekulationen durch eigene Aktienpakete besichert. Hierdurch wurde die Deutsche Bank Miteigentümer der Stollwerck AG und mischte sich nun zunehmend in die Geschäfte des Schuldners ein.
Die Übernahme des früher schärfsten Konkurrenten Reichardt im Jahre 1930 und viele andere Spekulationsgeschäfte hatten gigantische Verluste zur Folge. Das kurzsichtige Finanzgebaren der Vorstände führte geradewegs in die Insolvenz. Die Liquidierung wurde unter Regie der Deutsche Bank AG von deren Sanierern Georg Solmssen und Karl Kimmich abgewendet, jedoch um den Preis, dass der Familie Stollwerck 1931 die unternehmerische Verantwortung entzogen wurde. In der Korrespondenz zwischen Karl Kimmich an Carl Stollwerck übte dieser heftige Kritik am Management von Stollwerck und speziell an Franz und Fritz Stollwerck, den Söhnen von Heinrich und Ludwig Stollwerck. Aus den Schreiben und Kimmichs „Sanierungsmaßnahmen“ wird deutlich, dass unter der Herrschaft der Banker die Stollwerck-Produkte nicht mehr aus Schokolade bestand, sondern nur noch aus Zahlen. Offenbar in Anlehnung an Ludwig Stollwercks Maxime „die Geschicke der Firma sind mehr vom Vertriebe her zu bestimmen als vom Betriebe“ schrieb Kimmich, „dass in Köln der Vertrieb den Betrieb vergewaltigt“ und drängte auf Streichungen unrentabler Produkte sowie drastische Senkung der Vertriebskosten.
Interessant dabei ist der völlige Widerspruch von Kimmichs Verdammung des Stollwerck-Marketings zu einer parallel publizierten Studie, worin der amerikanische Wirtschaftsexperte Alfred D. Chandler junior die Unternehmen Cadbury und Stollwerck vergleicht und ausdrücklich hervorhebt, dass Stollwerck eindeutig das bessere Marketing betreibe. Kimmich beurteilte bspw. die Stollwerck-Sammelbilder, ein Marketing-Instrument, das wegen seiner hervorragenden Verkaufsförderung in die Geschichtsbücher eingegangen ist, als „Fehldisposition“ und strich entgegen allen Protesten deren weitere Produktion. Andere, ebenfalls nicht nachvollziehbare Entscheidungen, wie beispielsweise das Produktionsverbot für Glas- und Werbeschilder oder die Einstellung der Firmenzeitung „Stollwerck-Post“, veranlassten die Stollwerck-Mitarbeiter, seinen Titel von „Finanz-Direktor“ in „Finanz-Diktator“ zu ändern.
Die nächste Sanierungsmaßnahme bestand darin, Karl Stollwerck davon zu überzeugen, „freiwillig“ aus dem Unternehmen auszuscheiden. Die Korrespondenz der Sanierer zeigt, wie diese die Vorstände gegeneinander ausspielten. So wies z. B. Kimmich ausdrücklich darauf hin, bei Anwesenheit von Karl Stollwerck nicht verlauten zu verlassen, dass entgegen der Verlautbarung, der komplette Vorstand werde ausgetauscht, mit dem Vorstand Laute bereits Abmachungen über dessen Verbleib im Unternehmen getroffen worden waren. Der zu diesem Zeitpunkt 72-jährige Karl Stollwerck musste zusätzlich noch heftige Auseinandersetzungen um seine früher vereinbarten Ruhestandsbezüge und die vereinbarte Versorgung seiner Frau Fanny nach seinem Tode führen, die die Sanierer dennoch vor seinem Ausscheiden drastisch reduzierten. In einem anderen Schreiben instruierte Solmssen den Justitiar Schniewind, Karl Stollwerck zu verdeutlichen, „dass der eingeschlagene Weg [Anm.: den Vorstandsposten aufzugeben] der einzig mögliche sei, um ihm sonst nicht vermeidbare sehr schwere Stunden zu ersparen“. Auch mit Fritz Stollwerck verfuhren die Sanierer ähnlich rigide. Solmssen drohte, Fritz Stollwerck „in einer Weise zu kündigen, die ihm sehr unangenehm sein würde“, falls dieser Versuche machen sollte, im Amt zu bleiben.
Zuletzt zwangen die Sanierer Ende 1931 alle Familienmitglieder dazu, den Familienbetrieb zu verlassen. Ausgenommen waren Gustav Stollwerck, Sohn von Peter-Josef Stollwerck, der die Zweigfabrik in Pressburg führte, und Adalbert Stollwerck, Sohn von Franz-Karl Stollwerck, der erst seit 1930 im Unternehmen tätig war. Gustav wurde 1933 mit Erreichen seines 60. Lebensjahres zur Aufgabe gezwungen und führte einen jahrelangen Rechtsstreit um seine vereinbarten Pensionszahlungen. Adalbert blieb mit Unterbrechungen bis 1960, als er mit 56 Jahren an den Folgen eines Herzinfarktes starb. Mit einem weiteren Schachzug wurden die Familienmitglieder im Krisenjahr 1931 um ihre Aktienanteile gebracht, die sie als Sicherheiten für Darlehen hinterlegt hatten. Die Sanierer setzten eine Kapitalherabsetzung durch, stellten die Debetsalden der Familienmitglieder fällig und kauften nach Verrechnung die verbleibenden Aktien weit unter Wert zurück.
Unter dem Nazi-Regime machte Kimmich aus Stollwerck einen NS-Musterbetrieb und beteiligte sich maßgeblich an den von der Deutschen Bank betriebenen Arisierungen. Er pflegte enge Bindungen zu Joseph Goebbels, dessen Schwester mit Kimmichs Bruder Max W. Kimmich verheiratet war. Kimmich rationalisierte weiter und rühmte sich mit über 1,2 Millionen Mark Kosteneinsparungen, davon 1,03 Millionen Mark durch Personalentlassungen. Ohne jede Rücksprache mit den Führungskräften in Köln entschied Kimmich die Schließung des Zweigwerks in Rumänien. Vorstandsmitglied Heinrich Trimborn, gegen den Solmssen aufgrund seiner früheren Loyalität für die Familienmitglieder großen Groll hegte, stellte er vor die Alternative vorzeitiger Zwangspensionierung mit stark reduzierten Pensionen oder freiwilliger Kündigung.
Erst ab 1939 wurden wieder Gewinne erwirtschaftet. Am 31. Mai 1942 warfen 1.000 britische Bomber ihre Bombenlast über Köln ab, und über die Hälfte der Stollwerck-Fabriken wurde zerstört. Viel schlimmer getroffen wurde das Unternehmen von der nationalsozialistischen Politik, wonach Rohkakao als rassenverschlechterndes Erbgift betrachtet und geächtet wurde, da er aus Kulturen stammte, die von den NS-Ideologen als „minderwertig“ eingestuft wurden.

## Stollwerck in den Nachkriegsjahren
Nach dem Zweiten Weltkrieg wurde 1949 die Produktion wieder aufgenommen. Die Familien-Dynastie blieb der Stollwerck AG bis 1953 in Form des Aufsichtsratsmitglieds Richard Stollwerck erhalten. Eine erneute Krise zeichnete sich ab, als die Preisbindung für Schokolade im August 1964 aufgehoben wurde. Nach vorangegangenen Millionenverlusten bei der Stollwerck AG übernahm der Kölner Schokoladenexperte Hans Imhoff im Januar 1972 die Stollwerck AG. Sie wies zu jener Zeit bei einem Umsatz von 100 Millionen DM einen Verlust von 10 Millionen DM aus. Imhoff erwarb 46,5 % der Stollwerck-Aktien von der Deutschen Bank AG. Auf einer dramatischen Hauptversammlung wurde er am 21. Dezember 1972 als Sanierer präsentiert. In den folgenden Jahren sanierte er das Unternehmen gründlich durch eine klare Markenpolitik und ein knappes Sortiment (über 1.200 Artikel wurden auf 190 gestutzt) zu einem der führenden europäischen Schokoladenkonzerne.
Im Jahre 1974 verkaufte Imhoff das 57.356 m² große Stollwerck-Betriebsgelände und das sanierungsbedürftige Verwaltungsgebäude im Kölner Severinsviertel an den Kölner Finanzmakler und Immobilienkaufmann Detlev Renatus Rüger (1933–2024) für 25 Millionen DM, obwohl der Wert in einem Gutachten auf lediglich 5,5 Millionen Mark geschätzt worden war. Zusätzlich flossen für die Verlegung nach Köln-Westhoven 10 Millionen Mark Fördermittel der Stadt Köln. Im Gegenzug erhielt er von Rüger neben dem Erlös noch 36 % der Stollwerck-Aktien (Gegenwert 23,5 Millionen DM), insgesamt 48,5 Millionen DM. Die Stollwerck AG gehörte damit zu 82,5 % Hans Imhoff. Nachdem die Stadt das Gelände am 3. Oktober 1974 zum Sanierungsgebiet erklärt hatte, erwarb sie es von Rüger am 4. Juli 1978 für 40 Millionen Mark. Nach der Grundsteinlegung am 18. April 1975 zog Stollwerck im Dezember 1975 an den neuen Standort nach Köln-Westhoven. Die Rüger gehörende Abschreibungsgesellschaft WITAG finanzierte die dortigen Baukosten durch Investorenkapital. Ab 20. Mai 1980 wurde das verlassene alte Stollwerck-Gelände besetzt, um den drohenden Abriss zu verhindern. Doch ab Juli 1987 wurden Maschinenhalle und Annosaal abgerissen und der Anno-Riegel umgebaut.
In zweijährigem Abstand übernahm nun die Imhoff Industrie Holding AG traditionsreiche und bekannte Schokoladenhersteller wie Eszet (1975), Waldbaur (1977) oder Sprengel (1979). Im Januar 1998 kam die Marke Sarotti von der Nestlé Deutschland AG hinzu, es folgte Gubor im März 1999. Nach der Wiedervereinigung engagierte sich Imhoff in Ostdeutschland. Er übernahm im Januar 1991 den thüringischen Schokoladen- und Süßwarenhersteller „VEB Kombinat Süßwaren“ in Saalfeld/Saale und investierte hier für 240 Millionen DM.
Die Hauptversammlungen der Stollwerck AG mit den Minderheitsaktionären verwandelte Imhoff in amüsante Veranstaltungen mit großzügiger Bewirtung und Naturaldividenden in Form von Schoko-Paketen.
Beim Umzug der Stollwerck-Zentrale im Dezember 1975 nach Köln-Westhoven fiel Imhoff der umfangreiche Fundus an Exponaten auf, die für ein Museum geeignet waren. Er entschloss sich, das erste Schokoladenmuseum zu errichten, das er am 31. Oktober 1993 unter dem Namen Imhoff-Schokoladenmuseum in Köln eröffnete. Es entwickelte sich zu einem Publikumsmagneten für Köln.

## Verkauf von Stollwerck
Da es Imhoff nicht gelang, bei der Stollwerck AG für eine familiäre Nachfolge zu sorgen, veräußerte er im April 2002 seine – inzwischen auf 96 % angewachsene – Aktienmehrheit an der Stollwerck AG (2001: 2.500 Beschäftigte, 750 Mill Euro Umsatz und 16,3 Millionen Euro Gewinn, Marktanteil 13,5 %, bei Tafelschokolade sogar 24,2 %) für 175 Millionen DM an den Schweizer Schokoladenkonzern Barry Callebaut AG. Die restlichen Aktionäre (4 %) wurden in einem Squeeze-out abgefunden. In Porz-Westhoven wurde bis März 2005 produziert, die dortige Produktion wurde auf die Stollwerck-Konzerntochter Van Houten GmbH & Co. KG nach Norderstedt verlagert. Callebaut hat im Oktober 2011 die drei deutschen Stollwerck-Fabriken an die – viel kleinere – belgische Baronie-Gruppe veräußert – das Ende für eine Kölner Traditionsfirma mit Weltgeltung.